# Prefettura apostolica di Shiqian
La prefettura apostolica di Shiqian (in latino: Praefectura Apostolica Shihtsienensis) è una sede della Chiesa cattolica in Cina. Nel 1950 contava 5.697 battezzati su 3.000.000 di abitanti. La sede è vacante.

## Territorio
La prefettura apostolica comprende parte della provincia cinese di Guizhou.
Sede prefettizia è la città di Shiqian.

## Storia
La missione sui iuris di Shihtsien (o Shiqian) fu eretta il 23 marzo 1932 con il breve Vicariatus apostolici di papa Pio XI, ricavandone il territorio dal vicariato apostolico di Guiyang (oggi arcidiocesi).
Il 2 dicembre 1937 la missione sui iuris è stata elevata a prefettura apostolica con la bolla Pusillus christianorum dello stesso papa Pio XI.
Nel 1999 la Conferenza episcopale "ufficiale" cinese ha preteso di unificare le circoscrizioni ecclesiastiche di Anlong, Guiyang e Shiqian in una sola, denominandola "diocesi di Guizhou". Dal 1987 era vescovo "clandestino" di Shiqian Augustin Hu Daguo, deceduto il 17 febbraio 2011.

## Cronotassi dei vescovi
Si omettono i periodi di sede vacante non superiori ai 2 anni o non storicamente accertati.
- Ludwig Baumeister, M.S.C. † (11 novembre 1932 - 2 dicembre 1937 deceduto)
- Matthias Buchholz, M.S.C. † (10 dicembre 1937 - 1983 dimesso)
  - Sede vacante
  - Augustin Hu Daguo † (1987 - 17 febbraio 2011 deceduto)

## Statistiche
La prefettura apostolica nel 1950 su una popolazione di 3.000.000 di persone contava 5.697 battezzati, corrispondenti allo 0,2% del totale.
| anno | popolazione | popolazione | popolazione | presbiteri | presbiteri | presbiteri | presbiteri                | diaconi | religiosi | religiosi | parrocchie |
| anno | battezzati  | totale      | %           | numero     | secolari   | regolari   | battezzati per presbitero | diaconi | uomini    | donne     | parrocchie |
| ---- | ----------- | ----------- | ----------- | ---------- | ---------- | ---------- | ------------------------- | ------- | --------- | --------- | ---------- |
| 1950 | 5.697       | 3.000.000   | 0,2         | 22         | 3          | 19         | 258                       |         |           |           | 20         |